# Kulturforum
Kulturforum er en samling af kulturelle bygninger i Berlin, Tyskland. Området blev bygget i 1950'erne og 1960'erne i Vestberlin nær grænsen til Østberlin, idet mange kulturbygninger lå bag Berlinmuren. Kulturforum er karakteriseret ved sin innovative, moderne arkitektur. Blandt arkitekterne er Mies van der Rohe og Hans Scharoun.
 Der er for få eller ingen kildehenvisninger i denne artikel, hvilket er et problem. Du kan hjælpe ved at angive troværdige kilder til de påstande, som fremføres i artiklen.

52°30′30″N 13°22′04″Ø / 52.5083°N 13.3678°Ø